# Ptilotus manglesii
A Ptilotus manglesii a szegfűvirágúak (Caryophyllales) rendjébe, ezen belül a disznóparéjfélék (Amaranthaceae) családjába tartozó faj.

## Előfordulása
A Ptilotus manglesii Ausztrália területén őshonos növényfaj. Nyugat-Ausztrália egyik disznóparéja.

## Megjelenése
Elterülő növésű növény, amelynek átlagos magassága, csak 5-30 centiméter. A rózsaszín virágai szeptember és január között nyílnak.

## Életmódja
A homokos és kavicsos talajokat kedveli.

## Képek

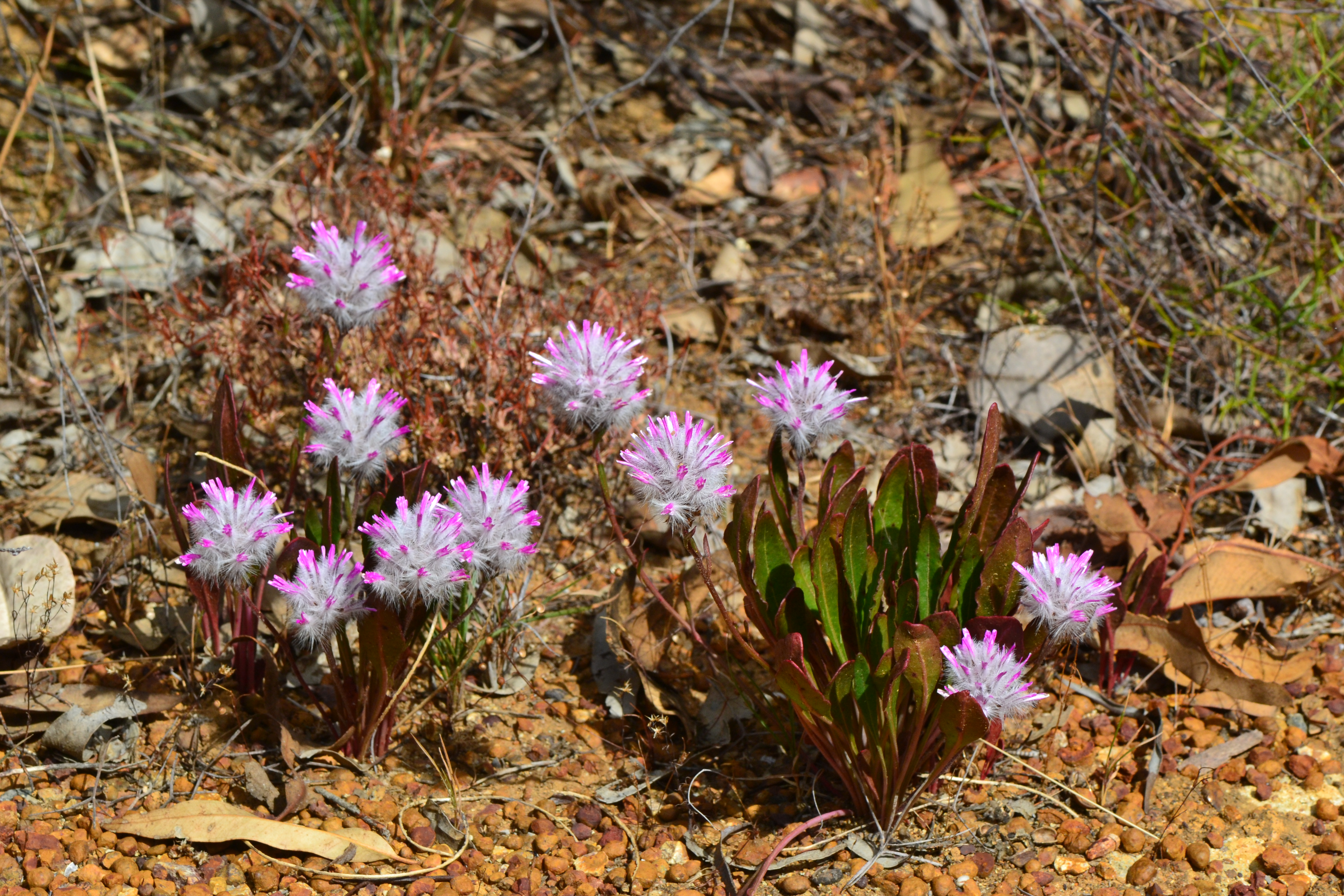
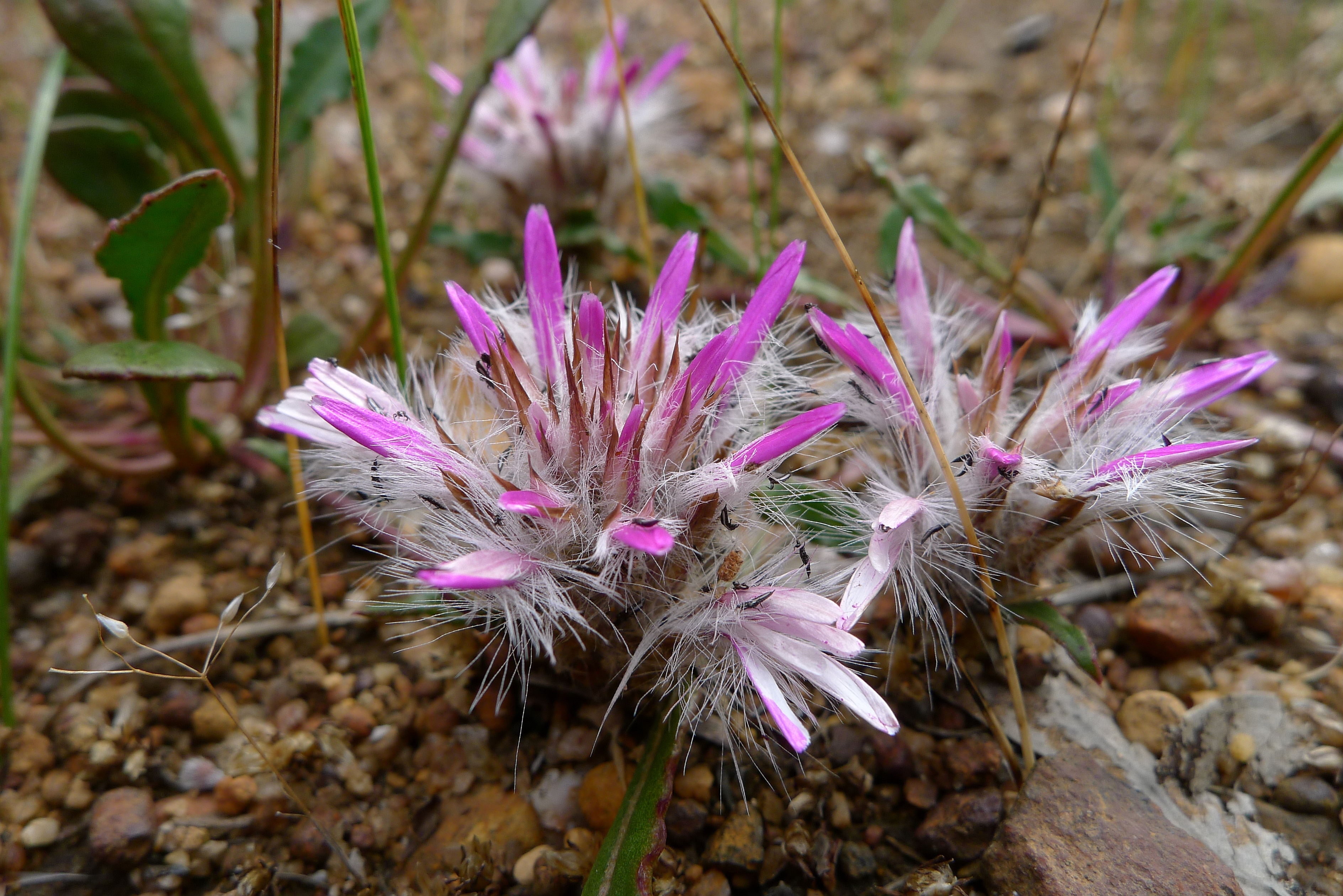
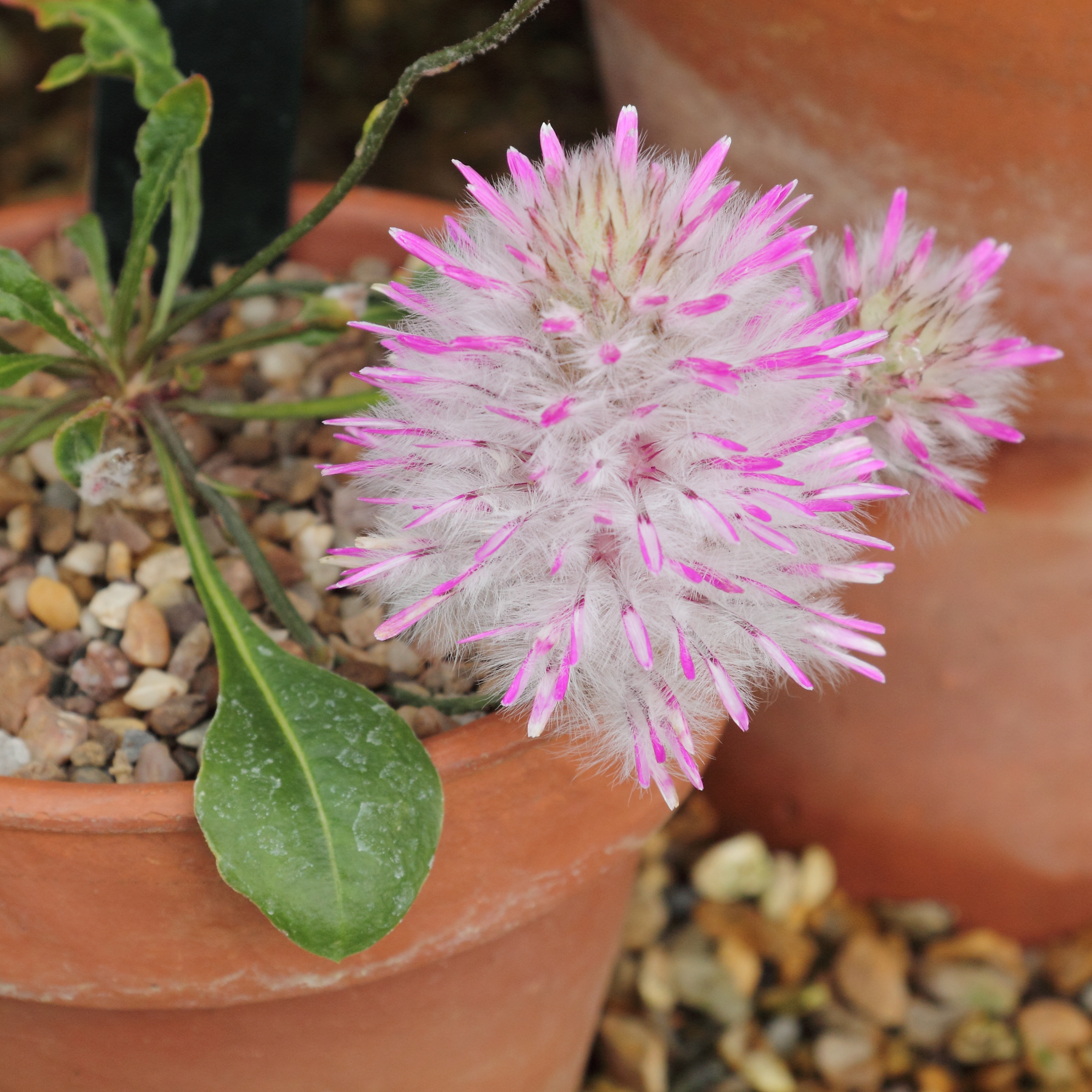
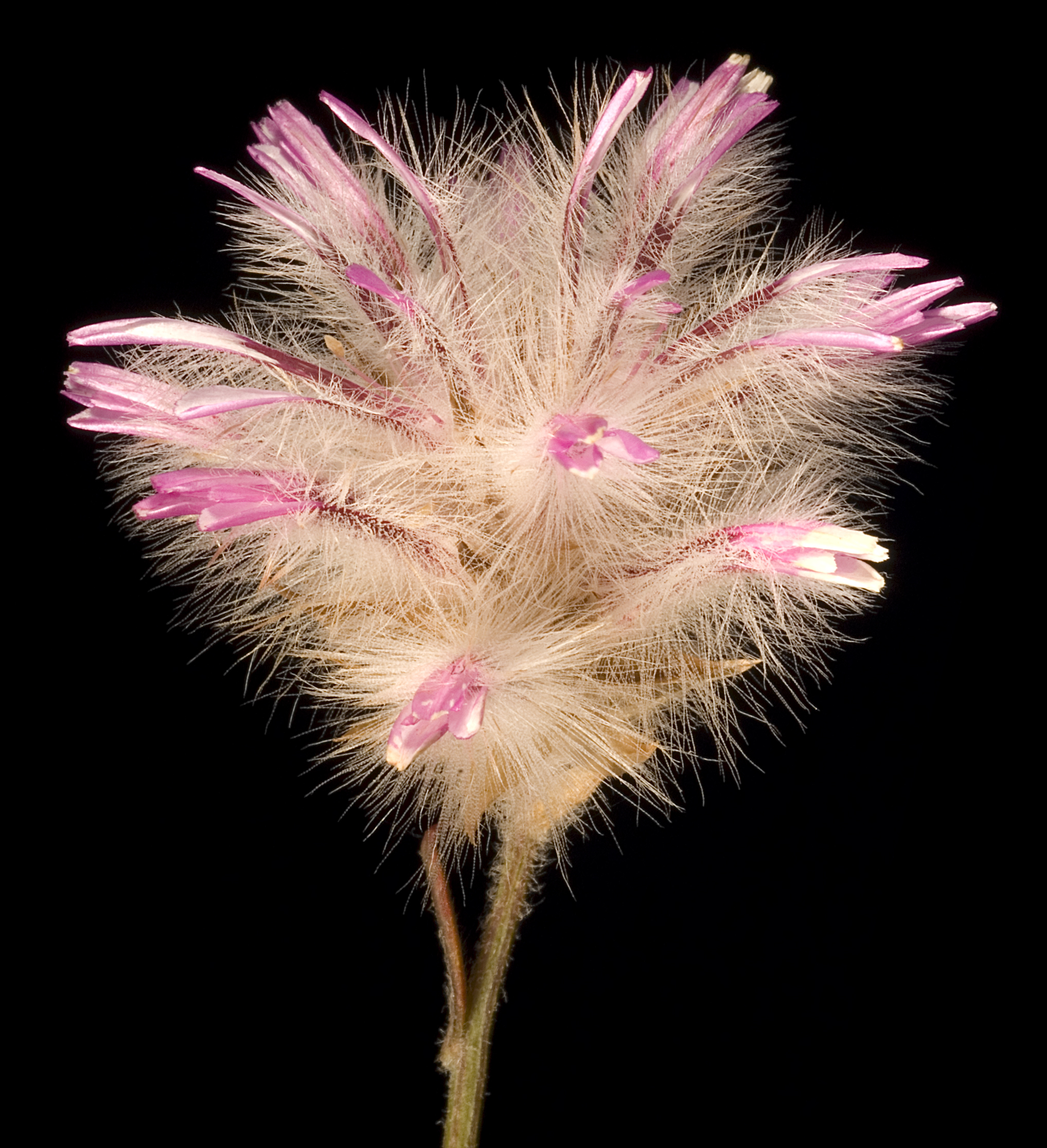
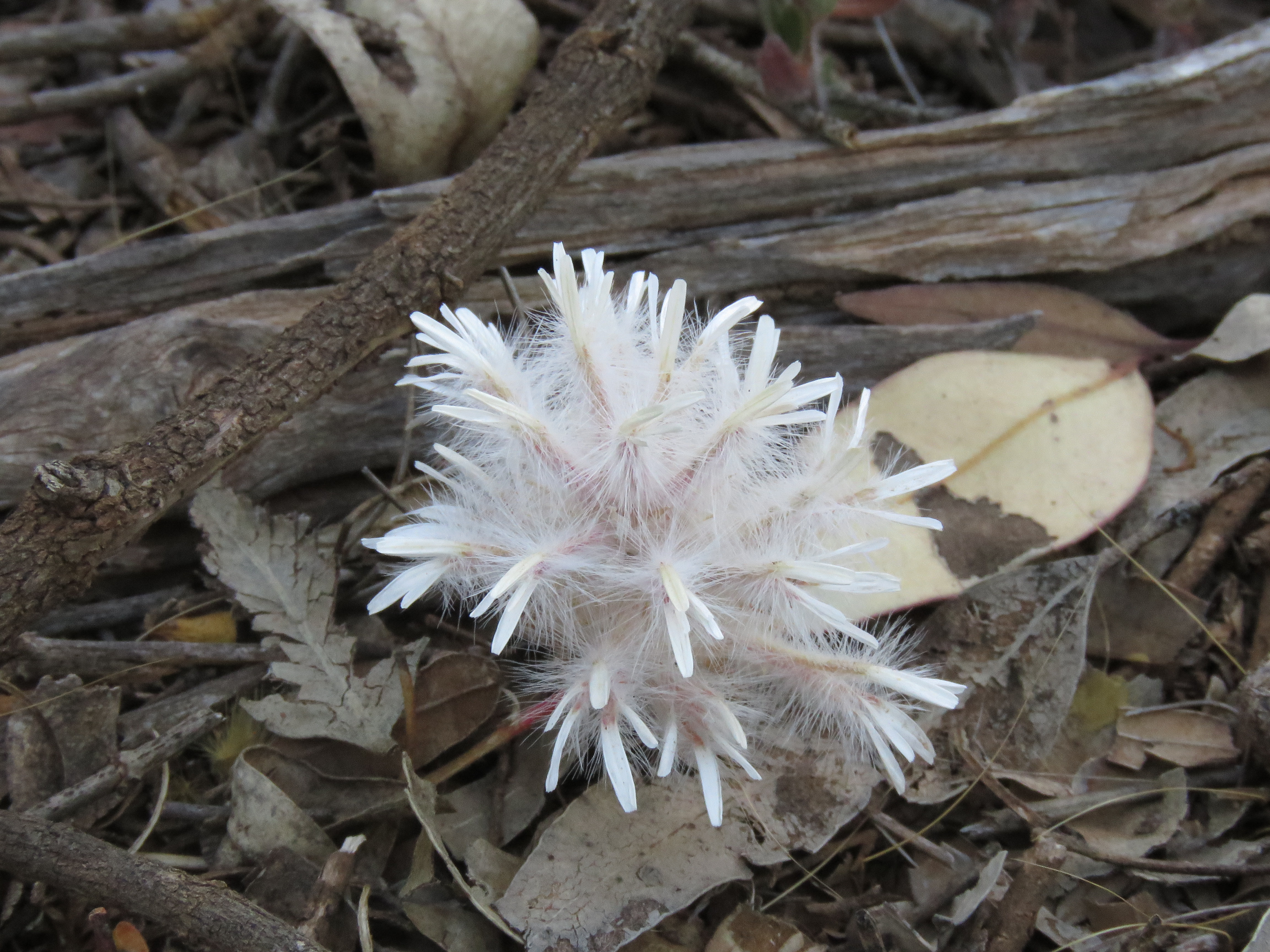